# Лендєл Андрій Васильович
Андрій Васильович Ле́ндєл (нар. 29 грудня 1925, Залужжя — пом. 21 жовтня 1993, Івано-Франківськ) — український скульптор; член Спілки художників України з 1964 року. Батько скульптора Василя Лендєла.

## Біографія
Народився 29 грудня 1925 року в селі Залужжі (тепер Мукачівський район Закарпатської області, Україна) в багатодітній сім'ї. Після закічення школи в рідному селі навчався в Ужгородському училищі прикладного мистецтва, яке закінчив у 1951 році. 1957 року закінчив Київський художній інститут, де навчався у Олексія Олійника, Івана Шаповала, Макара Вронського і Макса Гельмана.
Після здобуття освіти працював скульптором Станіславського товариства художників (нині Івано-Франківськ); впродовж 1965–1967 та 1969–1971 обіймав посаду головного художника Івано-Франківського художньо-виробничого комбінату. Жив в Івано-Франківську в будинку на вулиці Радянській № 46, квартира 124. Помер в Івано-Франківську 21 жовтня 1993 року.

## Творчість
Працював в галузі станкової та декоративної скульптури. Серед робіт:
скульптурні композиції
- «Електробурильник» (1957);
- «У партизани» (1957, гіпс);
- «Бокораші» (1960, гіпс тонований);
- «Мені тринадцятий минало» (1961, дерево);
- «Опришки Довбуша» (1962, дерево);
- «Знедолені» (1964, дерево);
- «Портрет Юрія Корпанюка» (1967, дерево);
- «Портрет Василя Стефаника» (1981, Народний музей освіти Прикарпаття);

пам'ятники
- Тарасу Шевченку
  - в смт Делятині (1959);
  - в селі Підпечерах (1963);
  - в смт Перегінському (1964);
  - в селі Стецеві (1965);
  - в місті Долині (1967);
  - в селі Парищі (1973);
  - в селі Радчі (1990);
- Івану Франку у смт Делятині (1962);
- Лесю Мартовичу в селі Торговиці (1971);
- Мирославу Ірчану в Коломиї (1977).

Брав участь у всеукраїнських виставках з 1957 року.
Окремі роботи зберігаються в Івано-Франківському краєзнавчому музеї.